# Pierre-Jean Broyer
Pour les articles homonymes, voir Broyer.
Pierre-Jean Broyer, né le 30 janvier 1846 à Illiat (Ain) et mort le 9 octobre 1918, est un évêque catholique français, vicaire apostolique de l'archipel des Navigateurs puis préfet des îles Salomon du Nord.

## Repères biographiques
Pierre-Jean Broyer est né au hameau de la Grange de Collonge, à Illiat, dans une famille d'humbles cultivateurs de onze enfants. Encouragé par son frère aîné déjà au service de l’Église romaine, il rejoint le petit puis le grand Séminaire de Belley où il se découvre une vocation de mariste (Société de Marie). 
Ordonné prêtre dans l'Ordre des maristes le 15 juillet 1874 par l'archevêque de Wellington Francis Redwood (en), il choisit de partir comme missionnaire évangélisateur et est envoyé aux îles Samoa. Il embarque une première fois le 22 novembre 1874 à bord du vaisseau La Provence accompagné de deux autres ecclésiastiques pour débarquer enfin dans le port d'Apia sur l'île de Tutuila en juin 1875.
De passage en France, il est ordonné vicaire apostolique de l'archipel des Navigateurs et évêque in partibus infidelium de Polémonium (de) le 26 octobre 1896 par le pape Léon XIII à la basilique de Fourvières à Lyon. Par la suite, compte tenu de ses talents avérés de diplomate, il est nommé préfet des îles Salomon du Nord à partir du 2 mai 1898, toujours par le pape Léon XIII. Mort vingt ans plus tard, sa dépouille est inhumée au cimetière catholique jouxtant la cathédrale d'Apia.